# Fannia limbata
Fannia limbata är en tvåvingeart som först beskrevs av Tiensuu 1938.  Fannia limbata ingår i släktet Fannia och familjen takdansflugor. Arten är reproducerande i Sverige. Inga underarter finns listade i Catalogue of Life.